# Katherine (Desperate Housewives)
Katherine Mayfair (de su primer matrimonio:Davis) es un personaje ficticio de la serie Desperate Housewives de la ABC y es interpretado por Dana Delany. Katherine es la nueva vecina que llega en el primer episodio de la cuarta temporada con su hija y su esposo.  Dana Delany fue seleccionada primero para interpretar el papel de Bree Van de Kamp; sin embargo, lo rechazó por ser muy parecido a su rol en Pasadena. El nombre del personaje surge del libro The Mayfair Witches donde uno de los personajes principales del libro escrito por Anne Rice llamado Katherine Mayfair vivió de 1830 a 1905.

## Historia
"...He tenido una vida complicada"
Katherine Mayfair

## Cuarta temporada
Katherine Mayfair llega a Wisteria Lane doce años después de haberse mudado, con su hija Dylan. Ahora regresa con un nuevo esposo.
El misterio de la cuarta temporada es de los Mayfair. Katherine se muda a la misma casa en la que vivió hace doce años, que después de irse solía ser la casa de Mike. Dylan no recuerda nada de su infancia, lo cual es muy extraño. Tampoco recuerda haber conocido a su padre biológico, aunque la Sra. McCluskey le dijo que su padre biológico la iba a visitar cuando era pequeña. Cuando Dylan confronta a su mamá, quien le había dicho que su padre nunca la visitaba, Katherine le pega una cachetada. Bree estaba en ese momento escondida escuchando todo, porque había entrado a la casa de los Mayfair para robar una receta de Katherine. Bree escucha a Katherine decir a Adam que hay que inventar más mentiras para Dylan sobre su padre biológico. También, en la casa de los Mayfair hay un cuarto prohibido, al que Dylan quería mudarse, pero Katherine no la dejó. Julie consigue la forma de abrir ese cuarto y entra con Dylan para ver qué hay ahí, aunque no encuentran nada fuera de lo normal, Katherine las atrapa y prohíbe a Dylan ver a Julie de nuevo. La tía de Katherine los visita, y ella le deja hospedarse en ese cuarto, ya que está muy enferma y pronto va a morir. Ella habla con Katherine y le dice que antes de morir quiere librarse de ese peso de ocultarle la verdad a Dylan de lo que ocurrió en ese cuarto, pero Katherine se niega. Debido a que Katherine está pendiente de lo que su tía habla con Dylan, su tía se ve obligada a escribir una nota diciéndole a Dylan la razón por la que no recuerda nada, y justo después de escribir esa nota, muere y suelta la nota en el piso. Katherine no se da cuenta.
Wayne Davis, el primer esposo de Katherine, llega a Wisteria Lane, se encuentra con Dylan y comienza a verse con ella en secreto, le dice a Dylan que trató muy mal a su madre pero que ahora está arrepentido, después Dylan lo convence para reencontrarse con Katherine y ella le dice que no es la misma de antes y que no la va a golpear más.
Katherine se enfrenta a Wayne y le dice que Dylan no es su hija, que cuando ellos vivieron juntos ella tuvo una aventura. Él saca una muestra de ADN y descubre que no es el padre de Dylan, luego Wayne cita a Dylan y nota que el brazo de ella no tiene una cicatriz que supuestamente su hija se hizo de pequeña, al caerse de la bicicleta.
En el final de la temporada el secreto de Katherine es revelado, ella busca a Dylan después de que ésta escapó de casa, y cuando Katherine regresa, Wayne está dentro de la casa, le dice que tiene que decirle qué fue lo que le pasó a su hija o que va a matarla, más tarde Bree va a la casa de Katherine a reclamarle porque no le ayudó en la organización de la fiesta de la unión civil de Bob y Lee, pero Wayne la mete hacia dentro, donde la toma como rehén y amenaza con darle un tiro en la pierna si Katherine no le dice la verdad, entonces ella se ve forzada a revelar su secreto.
Todo empezó 12 años antes, Katherine vive con su hija en la casa de su tía, huyendo de su esposo violento, pero Wayne las encuentra, llega a Wisteria Lane y se lleva a Dylan para comprarle una muñeca y una bicicleta, Katherine decide tomar todas sus cosas y huir, ella toma la muñeca y la coloca sobre un librero, Wayne le dice a Katherine que ha gastado mucho dinero y que quiere a su hija con él, pero ella lo golpea con un candelabro y este se va, pero la amenaza con regresar por su hija, Katherine pensó que todo se había acabado, pero Dylan sube al librero para poder tomar su muñeca, y el librero se le cae encima y muere. La tía Lillian le aconseja a Katherine que enterrara a la niña en el bosque, porque si le decían a la policía, Wayne diría que Katherine la mató. Luego Katherine acude a un orfanato rumano donde encontró a una niña para sustituir a su hija muerta. 
Wayne le dice que la va a matar porque dejó morir a su hija como un animal, pero en ese momento llega Adam y se enfrenta a Wayne, Bree ayuda a Katherine y Adam golpea a Wayne, después Bree ayuda a Adam a limpiarse las heridas que le causó Wayne, el cual le dice a Katherine que pronto saldrá de la cárcel y regresará por ella, entonces Katherine le dispara y lo mata, las demás desesperadas corren a la casa de Katherine para preguntarle que pasó y Bree las aconseja para testificar en contra de Wayne, al final la policía decide que fue en legítima defensa y liberan a Katherine que va rumbo al hospital, Dylan regresa y le pide perdón.

## Quinta temporada
Katherine también trabajará para Bree en su nuevo negocio. Katherine y Karen investigan el pasado de Dave Williams. En esta temporada empieza una relación con Mike Delfino, lo cual hace que Susan la odie.
Al final Mike la deja para rescatar a Susan y MJ de la venganza de Dave Williams, el misterioso esposo de Edie. En la escena final se ve la boda de Mike con una de las dos (Katherine o Susan), dejando abierta la identidad de la novia.

## Sexta temporada
Katherine se mantiene ausente en varios capítulos de la temporada.
Al inicio luce consternada porque Mike la deja por Susan, por lo que empieza a enloquecer y actuar raro, situación que la lleva a trabajar más (volverse compulsiva) y realizar actos agresivos contra Susan, por lo que se vuelve sospechosa del intento de asesinato de Julie Mayer; la locura avanza al grado de pensar que Mike va a dejar a Susan, si trata de convencerlo. Cuando ve que es inútil se auto-agrede físicamente culpando a Mike, la intervención de su hija Dylan (a la que le hizo creer que se casó con Mike) se vuelve necesaria para comprobar su locura.
Al salir del hospital es internada en un psiquiátrico por lo que no está presente en la tragedia del avión, al salir, recibe la visita de Robin una ex-estríper a la que Susan da asilo por un tiempo en su casa. Robin y Katherine se enamoran y ante la inseguridad y vergüenza que siente Katherine decide dejar Wisteria Lane con su amante.

## Octava temporada
Katherine Mayfair hace su aparición en la octava temporada en el momento en que las chicas están discutiendo sobre el juicio de Bree en el porche de la casa de Gabrielle. Ella hace una pequeña introducción de cómo ha sido su vida en los dos últimos años, aclarando que no está a favor de ningún partido político. Pero el motivo actual de su visita era que Katherine le ofreció a Lynette un empleo de estar a cargo de la división Americana de su compañía en NYC, debido a que Lynette tiene un vasto conocimiento en las finanzas. Pero Lynette rechaza esa jugosa oferta, porque ella ha vuelto con Tom, pero Katherine le dice que no tuviera prisa en tomar su decisión porque iba estar en la ciudad unos 4 días. Cuando termina la temporada muestran a Lynette de espaldas en una reunión de negocios donde la sala tiene vidrieras donde se puede observar la ciudad de Nueva York.
- Datos: Q614506